# Hyalinaspis semispherula
Hyalinaspis semispherula är en insektsart som beskrevs av Taylor 1962. Hyalinaspis semispherula ingår i släktet Hyalinaspis och familjen rundbladloppor. Inga underarter finns listade i Catalogue of Life.